# Abapeba kochi
Abapeba kochi is een spinnensoort uit de familie van de loopspinnen (Corinnidae).
De wetenschappelijke naam van de soort werd in 1911 als Corinna kochi gepubliceerd door Alexander Petrunkevitch.